# Sophronica substriatipennis
Sophronica substriatipennis är en skalbaggsart som beskrevs av Hunt och Stefan von Breuning 1957. Sophronica substriatipennis ingår i släktet Sophronica och familjen långhorningar. Inga underarter finns listade i Catalogue of Life.